# IC 4909
IC 4909 ist eine Spiralgalaxie vom Hubble-Typ Sbc im Sternbild Teleskop am Südsternhimmel. Sie ist rund 447 Millionen Lichtjahre von der Milchstraße entfernt und hat einen Durchmesser von etwa 105.000 Lichtjahren.
Das Objekt wurde am 31. August 1904 von Royal Harwood Frost entdeckt.